# Bartłomiej Wróblewski
Bartłomiej Piotr Wróblewski (ur. 13 marca 1975 w Poznaniu) – polski polityk, nauczyciel akademicki i prawnik specjalizujący się w prawie konstytucyjnym i prawach człowieka, doktor nauk prawnych, poseł na Sejm VIII, IX i X kadencji (od 2015), zdobywca Mount Everestu i Korony Ziemi.

## Życiorys

### Wykształcenie i działalność zawodowa
Absolwent I Liceum Ogólnokształcącego im. Karola Marcinkowskiego w Poznaniu (1994). Ukończył w 2000 studia prawnicze na Wydziale Prawa i Administracji Uniwersytetu im. Adama Mickiewicza w Poznaniu. W 2003 uzyskał magisterium z prawa porównawczego, kończąc z wyróżnieniem studia podyplomowe na Reńskim Uniwersytecie Fryderyka Wilhelma w Bonn. Kształcił się także w zakresie europejskiego prawa wspólnotowego na Uniwersytecie Ottona i Fryderyka w Bambergu. Odbywał staże naukowe w Strasburgu, Berlinie i Heidelbergu. W 2011 na UAM uzyskał stopień doktora nauk prawnych na podstawie pracy zatytułowanej Kształtowanie się koncepcji i instytucji odpowiedzialności odszkodowawczej państwa za działania ustawodawcy do połowy XX wieku na tle ogólnych reguł odpowiedzialności państwa napisanej pod kierunkiem Sławomiry Wronkowskiej-Jaśkiewicz.
W latach 2001–2009 był pracownikiem naukowym Instytutu Zachodniego w Poznaniu, gdzie zajmował się prawem europejskim oraz polskim i niemieckim prawem konstytucyjnym. Następnie od lutego do sierpnia 2010 pracował jako konstytucjonalista w Biurze Prawa i Ustroju Kancelarii Prezydenta RP. W 2011 został dyrektorem Instytutu Prawa na poznańskim Wydziale Zamiejscowym Szkoły Wyższej Psychologii Społecznej (przekształconej w Uniwersytet SWPS). Jest członkiem stowarzyszenia Instytut Zachodni oraz Polskiego Towarzystwa Prawa Konstytucyjnego.
Należał do Związku Harcerstwa Polskiego (1980–1993), w tym szczepu Błękitna XIV w Poznaniu. W okresie 1995–2009 działał w korporacjach akademickich, m.in. jako prezes Lechii i kurator Chrobrii. Był inicjatorem reaktywacji poznańskich korporacji Magna-Polonia, Masovia i Surma oraz krakowskiej Arcadii. W 2001 stworzył Archiwum Korporacyjne, a w 2007 wirtualne Muzeum Polskich Korporacji Akademickich. Był inicjatorem umieszczenia w Poznaniu tablic pamiątkowych poświęconych korporantom walczącym w powstaniu wielkopolskim oraz korporantom pełniącym funkcję rektora Uniwersytetu Poznańskiego. W 2011 został członkiem Akademickiego Klubu Obywatelskiego im. Prezydenta Lecha Kaczyńskiego w Poznaniu.

### Działalność polityczna

#### Radny Sejmiku Województwa Wielkopolskiego (2014-2015)
W 2011 kandydował bezskutecznie jako bezpartyjny z ramienia Prawa i Sprawiedliwości do Senatu z okręgu nr 90. Uzyskał wówczas 29.248 głosów. W 2013 wstąpił do PiS, a w lutym 2014 został członkiem rady programowej tego ugrupowania. W wyborach samorządowych z listopada tegoż roku z listy tej partii kandydował do sejmiku wielkopolskiego w okręgu nr 3 (powiaty poznański, śremski, średzki, gnieźnieński oraz wrzesiński), otrzymując 6454 głosy i zdobywając mandat radnego. W marcu 2015 objął funkcję pełnomocnika PiS w powiecie poznańskim. Zajmował to stanowisko do listopada 2016, kiedy to został wybrany na wiceprezesa tej partii w okręgu poznańskim.

#### Poseł na Sejm RP (od 2015)
W wyborach parlamentarnych w 2015 wystartował do Sejmu w okręgu poznańskim. Uzyskał mandat posła VIII kadencji, startując z 11. miejsca na liście i otrzymując 14 108 głosów. W niższej izbie polskiego parlamentu został powołany w skład w Komisji Ustawodawczej, Komisji do Spraw Unii Europejskiej, Komisji Sprawiedliwości i Praw Człowieka oraz Komisji Nadzwyczajnej do spraw zmian w kodyfikacjach. W ramach ostatniej z nich objął funkcję przewodniczącego Podkomisji stałej do spraw nowelizacji Kodeksu wyborczego i Kodeksu postępowania administracyjnego. Został również przewodniczącym Polsko-Niemieckiej Grupy Parlamentarnej oraz Polsko-Irlandzkiej Grupy Parlamentarnej, a także wiceprzewodniczącym Polsko-Brytyjskiej Grupy Parlamentarnej. Był członkiem działającego w czasie VIII kadencji Parlamentarnego Zespołu Tradycji i Pamięci Żołnierzy Wyklętych.
Prowadził kilkanaście punktów bezpłatnej pomocy prawnej na terenie Poznania i powiatu poznańskiego. Był sprawozdawcą przedłożonego przez prezydenta RP projektu ustawy dotyczącego nieodpłatnej pomocy prawnej oraz edukacji prawnej. 
W 2015 tygodnik „W Sieci” umieścił go na liście największych wygranych kampanii parlamentarnej z tegoż roku. Dwa lata później „Głos Wielkopolski” uznał go za „najbardziej aktywnego” spośród posłów regionu. „Dziennik Gazeta Prawna” umieścił go dwukrotnie w rankingu pięćdziesięciu najbardziej wpływowych prawników w Polsce. Został członkiem rady Fundacji Pomocy Humanitarnej „Redemptoris Missio” w Poznaniu oraz rady społecznej Szpitala Klinicznego Przemienienia Pańskiego Uniwersytetu Medycznego im. Karola Marcinkowskiego w Poznaniu.
W wyborach w 2019 z powodzeniem ubiegał się o poselską reelekcję, otrzymując 22 181 głosów. W Sejmie IX kadencji został m.in. członkiem Komisji Ustawodawczej, wiceprzewodniczącym Komisji Nadzwyczajnej do spraw zmian w kodyfikacjach oraz przewodniczącym Podkomisji stałej do spraw nowelizacji prawa karnego. Został wybrany na wiceprzewodniczącego Parlamentarnego Zespołu na Rzecz Życia i Rodziny. W 2020 powołany na polskiego reprezentanta w kuratorium Polsko-Niemieckiej Fundacji na rzecz Nauki, gdzie został wybrany na funkcję wiceprzewodniczącego.
W marcu 2021 został kandydatem na stanowisko rzecznika praw obywatelskich rekomendowanym przez Prawo i Sprawiedliwość. 15 kwietnia 2021 został wybrany przez Sejm na to stanowisko („za” zagłosowało 240 posłów, „przeciw” 201, a 11 wstrzymało się od głosu). Senat odrzucił jego kandydaturę 13 maja 2021 („przeciw” zagłosowało 49 senatorów, „za” 48, a 2 wstrzymało się od głosu). 
W lipcu tego samego roku został przewodniczącym sejmowej Komisji Nadzwyczajnej do spraw deregulacji. W 2021 r. został jedynym z Wielkopolski członkiem Komitetu Politycznego Prawa i Sprawiedliwości. W czerwcu 2022 r. został pełnomocnikiem PiS w powiecie poznańskim, a w listopadzie 2022 dodatkowo także pełnomocnikiem PiS w Poznaniu. W grudniu 2024 r. został wybrany na prezesa zarządu Okręgu Poznańskiego PiS (Poznań i Powiat Poznański).
W wyborach parlamentarnych w 2023 po raz trzeci z rzędu uzyskał mandat poselski z wynikiem 28 860 głosów. W 2024 z ramienia PiS bezskutecznie kandydował w wyborach europejskich w okręgu nr 7. Zdobył 36 996 głosów.
W kwietniu 2024 został wybrany na wiceprzewodniczącego sejmowej Komisji do Spraw Deregulacji.

## Poglądy
Deklaruje się jako wolnościowy konserwatysta. Podkreśla znaczenie praw podstawowych, określanych jako prawa człowieka pierwszej generacji: życia, rodziny, prawa rodziców do wychowania dzieci zgodnie z przekonaniami, wolności sumienia i wolności religijnej, wolności gospodarczej, własności, prawa do wyboru własnego stylu życia.
Opracował projekty ustaw przyjętych przez Sejm IX kadencji: wspierających edukację domową (w Prawie oświatowym), likwidujących podstawy prawne lokalnych monopoli gazowych (w Prawie energetycznym) oraz ustawy deregulacyjnej (ustawy o zmianie ustaw w celu likwidowania zbędnych barier administracyjnych i prawnych). Przygotował także projekty ustaw wspierającą szkoły niesamorządowe, tworzącą Polski Instytut Rodziny i Demografii oraz o ograniczeniu biurokracji i barier prawnych.
W 2017 opracował wniosek do Trybunału Konstytucyjnego o zbadanie zgodności z Konstytucją RP ustawy antyaborcyjnej w części dotyczącej aborcji ze względu na poważne wady płodu. Inicjatywa ta spotkała się z krytyką środowisk feministycznych oraz apelem o wycofanie wniosku. W 2019 wniosek został złożony powtórnie do Trybunał Konstytucyjnego. Został wraz z posłem Piotrem Uścińskim reprezentantem grupy posłów PiS, Konfederacji i Kukiz’15 przed Trybunałem. W październiku 2020 Trybunał Konstytucyjny uznał przesłankę eugeniczną za naruszającą prawo do życia i godność człowieka.
We wrześniu 2020 głosował przeciwko nowelizacji ustawy o ochronie zwierząt, argumentując to wątpliwościami konstytucyjnymi dotyczącymi ograniczeń prawa własności, wolności działalności gospodarczej i wolności religijnej. Za złamanie dyscypliny klubowej został zawieszony przez prezesa PiS Jarosława Kaczyńskiego w prawach członka partii. Wspomniane zawieszenie wygasło w listopadzie tegoż roku.
Przygotował projekt ustawy o powołaniu Narodowego Instytutu Rodziny i Demografii, niezależnej instytucji, której zadaniem ma być analiza problemów demograficznych i ludnościowych, formułowanie propozycji polityki państwa w tym zakresie oraz obrona praw rodziny i rodziców.
Jako poseł podejmował działania na rzecz upamiętniania ważnych wydarzeń, organizacji i instytucji czy postaci z historii Polski. Inicjował i opracowywał ponad 20 uchwał sejmowych o tematyce historycznej, które były następnie przyjmowane przez Sejm, w tym ludobójstwa na Wołyniu, Hołdu Pruskiego, powojennej konspiracji antykomunistycznej, wielkopolskich tradycji powstańczych i pracy organicznej.

## Życie prywatne
8 lipca 2017 zawarł w Poznaniu związek małżeński z Martą Królikiewicz. Deklaruje, potwierdzoną dyplomami, znajomość języków obcych: angielskiego (C2), niemieckiego (C2), rosyjskiego (C1) oraz francuskiego (B2)..

## Alpinizm
W latach 1998–2014 zdobył Koronę Ziemi, zdobywając kolejno szczyty: Elbrus (1998), Kilimandżaro (2002), Mont Blanc (2003), Aconcagua (2007), Denali (2008), Góra Kościuszki (2011), Puncak Jaya (2011), Masyw Vinsona (2012) i Mount Everest (2014). Należy do Klubu Wysokogórskiego w Poznaniu. Był członkiem komitetu organizacyjnego Narodowej Zimowej Wyprawy na K2 w 2017/18.

## Wyniki wyborcze
| Wybory | Komitet wyborczy                              | Komitet wyborczy       | Organ               | Okręg         | Wynik           |
| ------ | --------------------------------------------- | ---------------------- | ------------------- | ------------- | --------------- |
| 2011   |                                               | Prawo i Sprawiedliwość | Senat VIII kadencji | nr 90         | 29 248 (21,15%) |
| 2014   | Sejmik Województwa Wielkopolskiego V kadencji | Prawo i Sprawiedliwość | nr 3                | 6454 (3,35%)  |                 |
| 2015   | Sejm VIII kadencji                            | Prawo i Sprawiedliwość | nr 39               | 14108 (3,44%) |                 |
| 2019   | Sejm IX kadencji                              | Prawo i Sprawiedliwość | nr 39               | 22181 (4,31%) |                 |
| 2023   | Sejm X kadencji                               | Prawo i Sprawiedliwość | nr 39               | 28860 (4,84%) |                 |
| 2024   | Parlament Europejski X kadencji               | Prawo i Sprawiedliwość | nr 7                | 36996 (3,6%)  |                 |

## Odznaczenia
- Medal "Za Wolność Prawo i Chleb” Stowarzyszenia Powstańców Czerwca 1956 „Niepokonani” (2017)[60]
- Medal „Za Zasługi dla Wielkopolskiej Koszykówki” (2021)[61]
- Medal 30-lecia Państwowej Straży Pożarnej (2022)[62]
- Medal „Wierni Tradycji” Towarzystwa Pamięci Powstania Wielkopolskiego 1918-1919 za zasługi w upowszechnianiu wiedzy i pamięci o Powstaniu (2022)[63]
- Nagroda Specjalna Rzecznika Małych i Średnich Przedsiębiorców za przygotowanie i przeprowadzenie przez Sejm ustawy deregulacyjnej (2023)[64]
- Honorowa Odznaka "W obronie polskiej Ziemi” Stronnictwa Ludowego Ojcowizna RP za sprzeciw wobec tzw. „piątki dla zwierząt” (2023)[65]

## Monografie
- Die Staatshaftung für legislatives Unrecht in Deutschland. Eine rechtsgeschichtliche, rechtsdogmatische und rechtsvergleichende Untersuchung, Nomos Verlagsgesellschaft, Baden-Baden 2005.
- Pozaumowna odpowiedzialność odszkodowawcza Wspólnoty Europejskiej za akty normatywne, Wydawnictwo Instytutu Zachodniego, Poznań 2005.
- Odpowiedzialność odszkodowawcza za działania ustawodawcy. Kształtowanie się koncepcji i instytucji na tle reguł ogólnych odpowiedzialności państwa do połowy XX wieku, Wydawnictwo C. H. Beck, Warszawa 2011.
- Zbieg odpowiedzialności dyscyplinarnej z innego rodzaju odpowiedzialnością o charakterze represyjnym w służbach mundurowych, Wydawnictwo Szkoły Policyjnej w Pile, Piła 2014 (praca pod redakcja wraz z Piotrem Jóźwiakiem i Krzysztofem Opalińskim)
- State Liability and the Law. A Historical and Comparative Analysis, Routledge, London, New York 2023.
- Polskie korporacje akademickie w XIX i XX wieku, Wydawnictwo Witanet, Kalisz 2024 (praca pod redakcją wraz z Łukaszem Małkiewiczem i Patrykiem Tomaszewskim)

## Inne publikacje
- Prawnicy w poznańskich korporacjach akademickich w latach 1920–1939, „Kronika Miasta Poznania” nr 3/2008, s. 151–166.
- Karol Marian Pospieszalski (11 IX 1909 – 19 II 2007), „Kwartalnik Historyczny” nr 1/2008, s. 157–160.
- Noch ist Polen nicht verloren – die polnischen Studentenverbindungen 1816–2011, „Acta Studentica. Österreichische Zeitschrift für Studentengeschichte” nr 176/2011, s. 8–15.
- Problemy z pojęciem normatywności tekstu prawnego. Uwagi po lekturze pracy M.E. Stefaniuk „Preambuła aktu normatywnego w doktrynie oraz w procesie stanowienia i stosowania polskiego prawa w latach 1989–2007” (z Maurycym Zajęckim), „RPEiS” nr 2/2012, s. 193–306.
- Dopuszczalny zakres regulacji sztucznej prokreacji w świetle Europejskiej Konwencji Praw Człowieka (z Pawłem Łąckim), „Przegląd Sejmowy” nr 5/2013, s. 51–73.
- Obraz środowiska polskich studentów 1816-1989. Perspektywy badawcze w oparciu o źródła z Archiwum i Muzeum Polskich Korporacji (z Maurycym Zajęckim), (w:) M. Laszczkowski, K. Lewenstam, Streszczenia wystąpień. Interdyscyplinarny Kongres Naukowy „Studenci Polscy w XIX i XX wieku. Historia. Kultura. Język. Warszawa, 22-23 listopada 2013 r., Warszawa 2013, s. 197-202.
- Radykalne uproszczenie prawa podatkowego w ujęciu Paula Kirchhofa, „RPEiS” nr 1/2014, s. 91–104.
- Status nasciturusa w orzecznictwie organów Konwencji o ochronie praw człowieka i podstawowych wolności (z Pawłem Łąckim), „Państwo i Prawo” nr 3/2016, s. 21–37.
- O normatywności, redundantności i zbędności przepisów prawnych (z Maurycym Zajęckim), „Przegląd Sejmowy” nr 5/2017, s. 125–141.
- Legislacyjne aspekty dopingu w sporcie (z Piotrem Jóźwiakiem), (w:) A. J. Szwarc (red.), Sportowa odpowiedzialność dyscyplinarna z tytułu dopingu w sporcie, Poznań 2017, s. 51-72
- Rozwiązania kodeksu wyborczego wpływające na zaufanie wyborców do procedury wyborczej. Uwagi de lege ferenda  (z Marcinem Rulką), "Przegląd Sejmowy 2/2018, s. 49-70
- Mediacja w postępowaniu administracyjnym ogólnym i podatkowym (z Joanną Wegner-Kowalską), Studia Prawa Publicznego nr 4/2018, s. 31-46.
- Kierunki nowelizacji Kodeksu postępowania administracyjnego w świetle ustawy z 7 kwietnia 2017 r. (z Joanną Wegner-Kowalską), „Studia Prawno-Ekonomiczne” nr 110/2019, s. 187–207.
- Większości konstytucyjne – wybrane problemy (z Marcinem Rulką), "Przegląd Sejmowy" nr 6/2019, s. 99-124.
- Diagnostyka preimplantacyjna, a „prawo do zdrowego dziecka” w kontekście Konwencji o ochronie praw człowieka i podstawowych wolności, "Przegląd Sejmowy" nr 2/2020, s. 143-164.
- Redundant and Useless Fragments of Legal Texts. Basic Definitions and Preliminary Typology of Cases (z Maurycym Zajęckim), Teka Komisji Prawniczej PAN Oddział w Lublinie 2021, t. XIV, nr 1, s. 529-544.
- Prawo jednostki do nieodpłatnej pomocy prawnej w świetle postanowień znowelizowanej ustawy z 5 sierpnia 2015 r. o nieodpłatnej pomocy prawnej, nieodpłatnym poradnictwie obywatelskim oraz edukacji prawnej (z Joanną Wegner-Kowalską), "Przegląd Prawa Publicznego" nr 6/2021, s. 5-18.
- Ustawowa liczba członków (posłów, senatorów, członków Zgromadzenia Narodowego) w Konstytucji RP (z Marcinem Rulką), Biuletyn Stowarzyszenia Absolwentów i Przyjaciół Wydziału Prawa Katolickiego Uniwersytetu Lubelskiego nr 1/2021, s. 9-38
- O normatywności, redundantności i zbędności przepisów prawnych. Część druga: typologia przepisów (z Maurycym Zajęckim), Przegląd Sejmowy 2021, nr 2, s. 181-221.
- O normatywności, redundantności i zbędności przepisów prawnych. Część trzecia: typologia fragmentów przepisów i elementów części niezasadniczej aktów normatywnych (z Maurycym Zajęckim), "Przegląd Sejmowy" nr 2/2023, s. 119-155.
- Niekonstytucyjność tzw. aborcji eugenicznej (embriopatologicznej). Schemat argumentacji Trybunału Konstytucyjnego w sprawie K 1/20 (z Pawłem Łąckim), "Przegląd Konstytucyjny” 3/2023, s. 83-107.
- Perspektywy wprowadzenia „mieszanego systemu wyborczego” w wyborach do Sejmu RP (z Marcinem Rulką), "Zeszyty Prawnicze BAS” 3/2023, s. 9-30.
- Korporacje akademickie w Poznaniu w okresie dwudziestolecia międzywojennego – wprowadzenie do problematyki (z Patrykiem Tomaszewskim), (w:) Ł. Małkiewicz, P. Tomaszewski, B. Wróblewski, Polskie korporacje akademickie w XIX i XX wieku, Kalisz 2024, s. 95-132.
- Kilka refleksji na temat dopuszczalności stosowania prawa łaski przed prawomocnym zakończeniem postępowania karnego, (w:) J. Piskorski, M. Paszko, M. Błaszczak (red.), Wierna Polsce. Księga jubileuszowa w 100. rocznicę urodzin Pani Profesor Krystyny Paluszyńskiej-Daszkiewicz, Warszawa 2024, s. 741-759.
- Normatywność tekstu prawnego w demokratycznym państwie prawnym, "Prawo i Wieź” 2/2025, s. 1-28